# Solatopupa juliana
Solatopupa juliana is een slakkensoort uit de familie van de Chondrinidae. De wetenschappelijke naam van de soort is voor het eerst geldig gepubliceerd in 1866 door Arturo Issel.